# 128 Nemesis
128 Nemesis је астероид главног астероидног појаса са пречником од приближно 188,16 km.
Афел астероида је на удаљености од 3,093 астрономских јединица (АЈ) од Сунца, а перихел на 2,407 АЈ.
Ексцентрицитет орбите износи 0,124, инклинација (нагиб) орбите у односу на раван еклиптике 6,248 степени, а орбитални период износи 1665,764 дана (4,560 године).
Апсолутна магнитуда астероида је 7,49 а геометријски албедо 0,050.
Астероид је откривен 25. новембра 1872. године.